# 鈴木那奈
鈴木 那奈（すずき なな、1986年9月6日 - ）は、日本のファッションモデル、グラビアアイドル。

## 略歴
ファッション雑誌『egg』のストリートスナップのスカウトをされたのをきっかけに、モデルとなる。当時は黒肌ギャルモデルとして活動。
大東学園高等学校在学中にギャル系ファッション雑誌『Ranzuki』（ぶんか社）に出演、後に同社発行の雑誌『Vanilla girl』に移籍。

## 出演

### 雑誌
- Ranzuki（2003年9月号〜2007年8月号）[3]
- Vanilla girl
- egg（2003年9月号～2004年3月号まで）
- Men's egg

## リリース作品

### DVD
- なぁ〜な（2007年1月26日、MBS）
- NANA イン バリ（2007年3月31日、BNS）